# Madhuca motleyana
Madhuca motleyana là một loài thực vật có hoa trong họ Hồng xiêm. Loài này được (de Vriese) J.F.Macbr. mô tả khoa học đầu tiên năm 1918.